# Achelia uschakovi
Achelia uschakovi är en havsspindelart som beskrevs av Losina-Losinsky, L.K. 1933. Achelia uschakovi ingår i släktet Achelia och familjen Ammotheidae. Inga underarter finns listade i Catalogue of Life.